# 가브리엘 야레드
가브리엘 야레드(아랍어: غبريال يارد, 프랑스어: Gabriel Yared, 1949년 10월 7일 ~ )는 레바논에서 태어난 프랑스의 작곡가이다.